# Trehörnasjön (Gammalkils socken, Östergötland)
Trehörnasjön är en sjö i Linköpings kommun och Mjölby kommun i Östergötland och ingår i Motala ströms huvudavrinningsområde. Sjön har en area på 0,186 kvadratkilometer och ligger 129,9 meter över havet.

## Delavrinningsområde
Trehörnasjön ingår i det delavrinningsområde (645438-147514) som SMHI kallar för Utloppet av Storsjön. Medelhöjden är 142 meter över havet och ytan är 29,09 kvadratkilometer. Det finns ett avrinningsområde uppströms, och räknas det in blir den ackumulerade arean 62,38 kvadratkilometer. Humpån som avvattnar avrinningsområdet har biflödesordning 4, vilket innebär att vattnet flödar genom totalt 4 vattendrag innan det når havet efter 113 kilometer. Avrinningsområdet består mestadels av skog (84 procent). Avrinningsområdet har 0,33 kvadratkilometer vattenytor vilket ger det en sjöprocent på 0,6 procent.